# Charles D. Newton

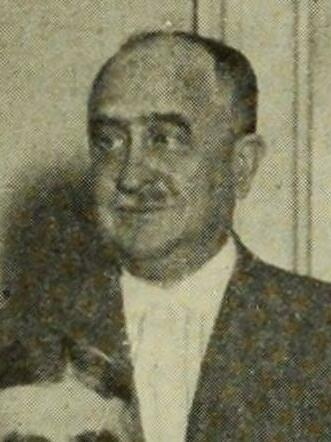
Charles D. Newton (1905)

Charles Damon Newton (* 25. Mai 1861 in Birdsall, New York; † 30. Oktober 1930 in Geneseo, New York) war ein US-amerikanischer Jurist und Politiker (Republikanische Partei).

## Werdegang
Charles Damon Newton, Sohn von Polly A. Brundage und Daniel Newton, wurde während des Bürgerkrieges im Allegany County geboren, welcher seine Kindheit überschattete. Über seine Jugendjahre ist nichts bekannt. Irgendwann studierte er Jura und erhielt seine Zulassung als Anwalt. Am 10. August 1887 heiratete er Nellie E. Durfee. Er saß von 1915 bis 1918 für den 43. Bezirk im Senat von New York (138 bis 141. New York State Legislature). Bei den Wahlen im Jahr 1918 wurde er zum Attorney General von New York gewählt und 1920 wiedergewählt. Er bekleidete den Posten von 1919 bis 1922. Ferner gehörte er der Presbyterianischen Kirchen an und war Freimaurer, Mitglied der Tempelritter, der Shriners und der Odd Fellows.